# حمل المرأة
الحمل هو الوقت الذي يتطور فيه جنين واحد أو أكثر داخل رحم المرأة. يشمل الحمل المتعدد أكثر من جنين واحد، كما هو الحال مع التوائم.
يحدث الحمل عادة عن طريق الاتصال الجنسي، ولكن يمكن أن يحدث أيضًا من خلال إجراءات تكنولوجيا الإنجاب المساعدة. قد ينتهي الحمل بولادة حية، أو إجهاض، أو إجهاض متعمد، أو ولادة جنين ميت. تحدث الولادة عادةً بعد حوالي 40 أسبوعًا من بداية آخر دورة شهرية، وهي الفترة المعروفة باسم عمر الحمل. والتي تزيد قليلاً عن تسعة أشهر. وبحساب عمر الإخصاب، تكون المدة حوالي 38 أسبوعًا. الحمل هو "وجود جنين أو جنين بشري مزروع في الرحم"؛ يحدث الانغراس في المتوسط بعد 8-9 أيام من الإخصاب. المضغة هو مصطلح يطلق على النسل النامي خلال الأسابيع السبعة الأولى بعد الانغراس (أي عشرة أسابيع من عمر الحمل)، وبعد ذلك يستخدم مصطلح (جنين حي) حتى الولادة.
قد تشمل علامات وأعراض الحمل المبكر غياب الدورة الشهرية، وألم الثديين، وغثيان الصباح (الغثيان والقيء)، والجوع، ونزيف الإنغراس، والتبول المتكرر. ويمكن تأكيد الحمل عن طريق إجراء اختبار الحمل. تُستخدم طرق تحديد النسل (أو بشكل أكثر دقة وسائل منع الحمل) لتجنب الحمل.
ينقسم الحمل إلى ثلاثة فترات، مدة كل منها حوالي ثلاثة أشهر. في الأشهر الثلاثة الأولى الحمل يقوم الحيوان المنوي بتخصيب البويضة. تنتقل البويضة المخصبة بعد ذلك إلى أسفل قناة فالوب وتلتصق بالبطانة الداخلية للرحم، لتبدأ عملية تكوين الجنين والمشيمة. خلال الأشهر الثلاثة الأولى، تكون احتمالية الإجهاض (الموت الطبيعي للجنين) في أعلى مستوياتها. في منتصف الثلث الثاني من الحمل، يمكن للحامل الشعور بحركة الجنين. في الأسبوع 28، يتمكن أكثر من 90% من الأطفال من البقاء على قيد الحياة خارج الرحم إذا توفرت لهم رعاية طبية عالية الجودة، على الرغم من أن الأطفال الذين يولدون في هذا الوقت من المحتمل أن يتعرضوا لمضاعفات صحية خطيرة مثل مشاكل القلب والجهاز التنفسي فضلاً عن الإعاقات الفكرية والتنموية الدائمة.

تؤدي رعاية ما قبل الولادة إلى تحسين نتائج الحمل. التغذية أثناء الحمل مهمة لضمان النمو الصحي للجنين. قد تشمل رعاية ما قبل الولادة أيضًا تجنب بعض الأدوية (بما في ذلك التبغ والكحول)، وممارسة التمارين الرياضية بانتظام، وإجراء اختبارات الدم، والفحوصات البدنية المنتظمة. قد تشمل مضاعفات الحمل اضطرابات ارتفاع ضغط الدم، وسكري الحمل، وفقر الدم الناجم عن نقص الحديد، والغثيان الشديد والقيء. في حالة الولادة المثالية، يبدأ المخاض من تلقاء نفسه وفي موعده. يطلق على الأطفال الذين يولدون قبل الأسبوع 37 "خدج" وهم أكثر عرضة للمشاكل الصحية مثل الشلل الدماغي. يعتبر الأطفال الذين يولدون بين الأسبوعين 37 و39 "فترة ولادة مبكرة" بينما يعتبر الأطفال الذين يولدون بين الأسابيع 39 و41 "فترة ولادة كاملة".الأطفال الذين يولدون بين الأسبوعين 41 و42 أسبوعًا "متأخرين" بينما يعتبرون "متأخرين جدًا" بعد 42 أسبوعًا. لا يوصى بالولادة قبل الأسبوع 39 عن طريق تحفيز المخاض أو الولادة القيصرية ما لم يكن ذلك ضروريًا لأسباب طبية أخرى.

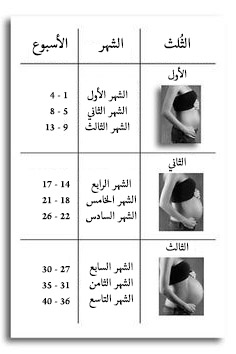
صورة تُبين تطور الحمل خلال المراحل الثلاث الأولى

## إحصائيات
في عام 2012، سجلت ما يقرب من 213 مليون حالة حمل، منها 190 مليون (89%) في العالم النامي و23 مليون (11%) في العالم المتقدم. وبلغ عدد حالات الحمل لدى النساء الذين تتراوح أعمارهم بين 15 و44 سنة 133 لكل 1000 امرأة. حوالي 10% إلى 15% من حالات الحمل تنتهي بالإجهاض. في عام 2016، أدت المضاعفات الناجمة عن الحمل إلى وفاة 230,600 امرأة، بانخفاض قدره 377,000 حالة وفاة في عام 1990. تشمل الأسباب الشائعة لوفيات الأمهات النزيف، أو العدوى، أو أمراض ارتفاع ضغط الدم أثناء الحمل، أو الولادة المتعسرة، أو الإجهاض، أو الحمل خارج الرحم.
على الصعيد العالمي، 44% من حالات الحمل تكون غير مخطط لها. ويتم إجهاض أكثر من نصف (56%) حالات الحمل غير المخطط لها. من بين حالات الحمل غير المقصود في الولايات المتحدة، استخدمت 60% من النساء وسائل منع الحمل إلى حد ما خلال الشهر الذي بدأ فيه الحمل.

## علامات الحمل

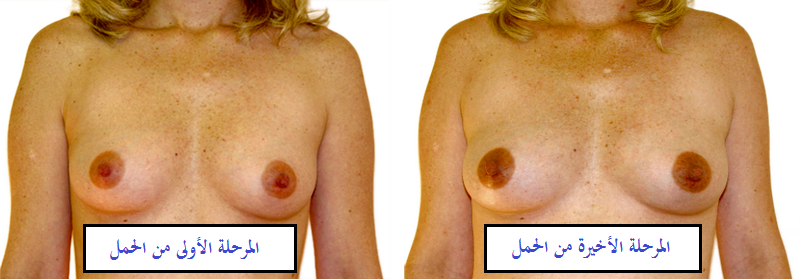
التغيرات الحادثة للثدي أثناء الحمل؛ حيث تبدو الهالة أكبر وأغمق.

اختبار الحمل المنزلي قد يكون هو الحل الأمثل لتأكيد الحمل من عدمه لكن يجب الإنتظار على الأقل حتى اليوم الأول من غياب الدورة الشهرية لأن هذا الاختبار لا يثبت وجود الحمل قبل موعد الدورة الشهرية
- تأخر نزول الحيض عن موعده بأسبوعين عادة ما يعتبر التنبيه الأول للحمل.
- الغثيان والقيء المصاحبين لبداية الحمل (في الصباح أو عند المشي أو عند النهوض من الفراش).
- الإحساس بوخز خفيف وحكة في جلد الثدي خاصة حول الحلمة بسبب زيادة كمية الدم في جلد الثدي.
- كثرة التبول.
- ارتفاع درجة حرارة الجسم عن المعدل الطبيعي
- الوحم وهو اشتياق المرأة الحامل لبعض الأنواع من الأطعمة بالذات وعزوفها عن أطعمة أخرى.
- القلق والمزاجية.
- كثرة النوم.
- ألام الثديين.
- بقع الدم.

العلامات والأعراض السابقة مجرد إشارات قد تصدق وقد تكذب، ومع أنه من المهم التنبه إليها لكن لا يصح الاعتماد عليها اعتماداً جازما إذ من الممكن أن تشعر المرأة بجميع علامات وأعراض الحمل ومع ذلك لا تكون حاملاً فأي من هذه الأعراض لا يمكن اعتبارها دليلاً مؤكداً لحدوث الحمل فإذا أثبتت الفحوص والاختبارات التي تعقب ذلك عدم وجود حمل فإن على المرأة أن تعتبر أن حملها هذا قد تكون له جذور نفسية كأن تكون له الرغبة في الحمل أو شديدة الخوف منه.

الشهر الأول
الشهر الثالث
الشهر الخامس
الشهر التاسع

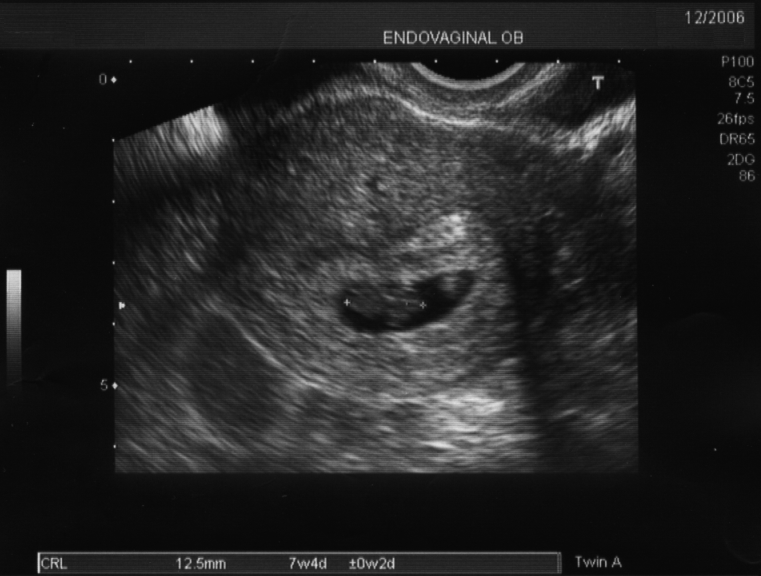
7 أسبوع
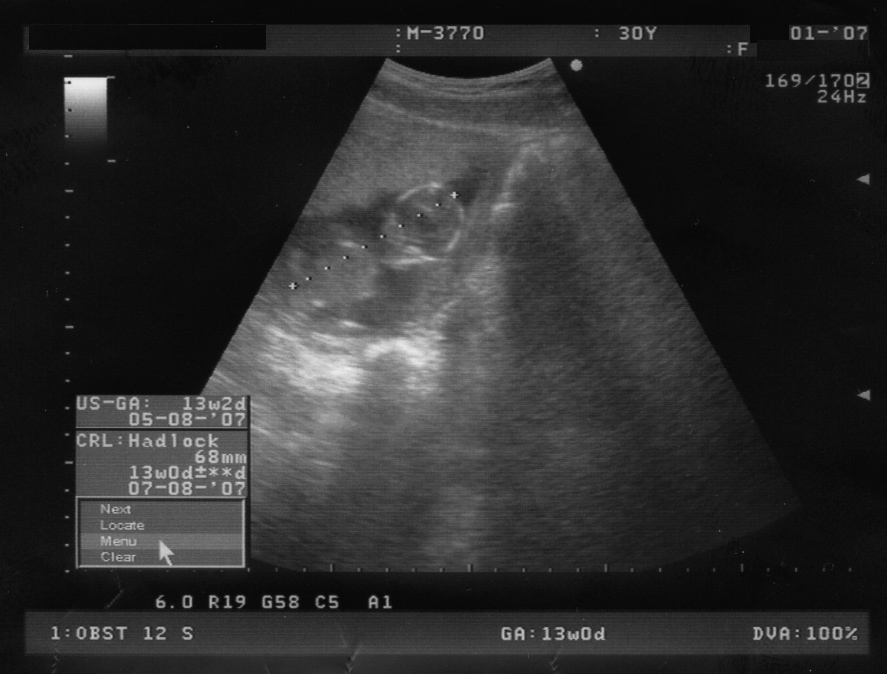
13 أسبوع
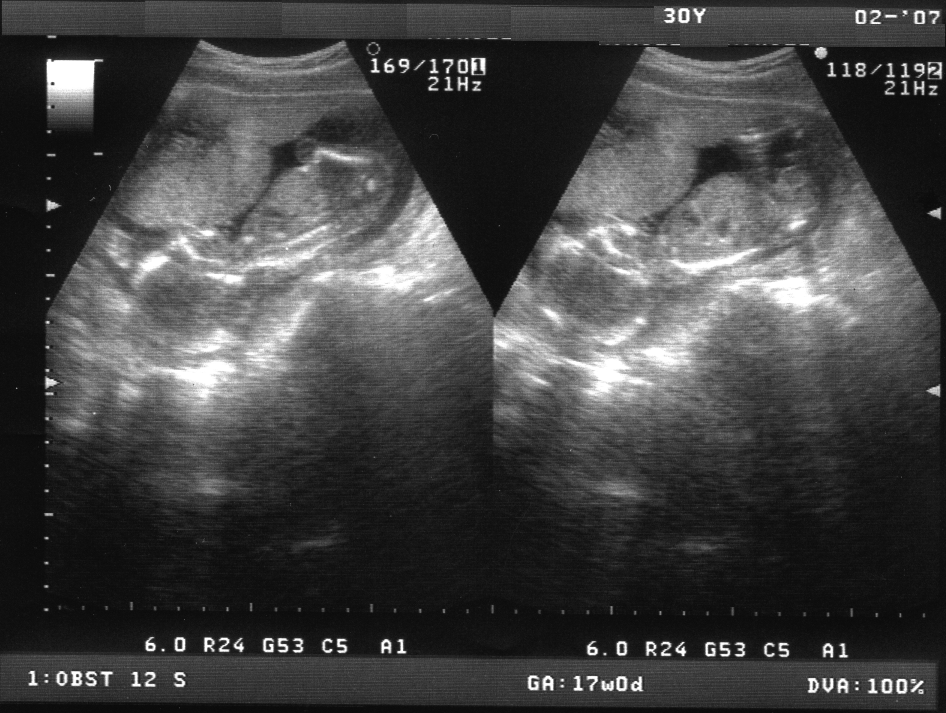
17 أسبوع
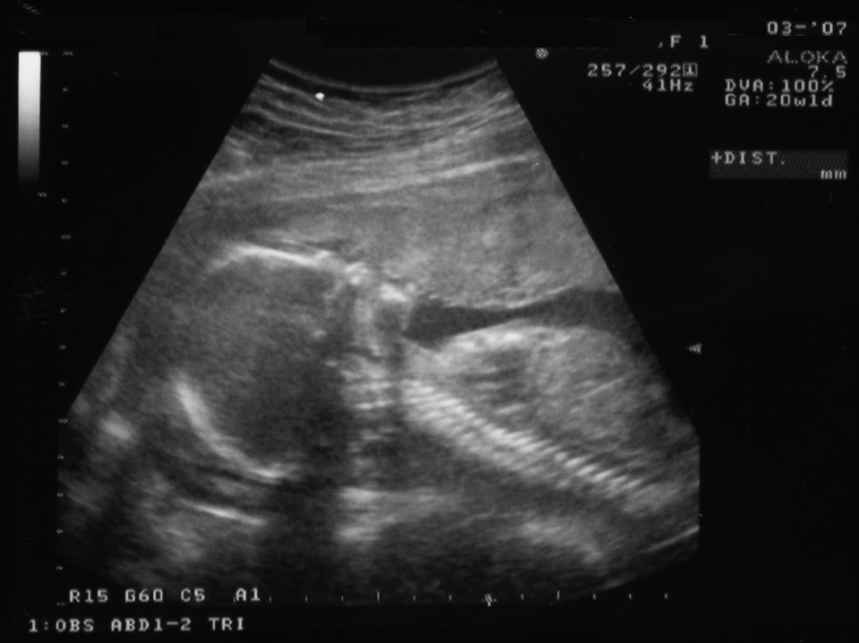
20 أسبوع

## التشخيص

### الأعراض الجسدية
تعاني معظم النساء الحوامل من مجموعة من الأعراض، التي يمكن أن تشير إلى الحمل. هناك العديد من العلامات الطبية المُبكرة المرتبطة بالحمل. تشمل هذه العلامات:

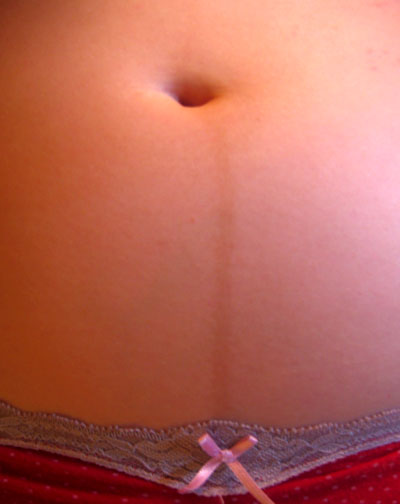
الخط الأسود في امرأة حامل في الأسبوع 22

- وجود هرمون موجهة الغدد التناسلية المشيمائية (hCG) في الدم والبول
- غياب الدورة الشهرية
- النزيف الناتج عن الانغراس، الذي يحدث عند انغراس الجنين في الرحم خلال الأسبوع الثالث أو الرابع بعد آخر دورة شهرية
- ارتفاع درجة حرارة الجسم الأساسية المستمرة لأكثر من أسبوعين بعد الإباضة
- علامة تشادويك (ازرقاق عنق الرحم والمهبل والشفرين)
- علامة غودل (تليّن أو نعومة في الجزء المهبلي من عنق الرحم)
- علامة هيغار (تليّن أو نعومة برزخ الرحم)
- تصبّغ الخط الأبيض، في البطن ويُسمى الخط الأسود (اسمرار الجلد في خط منتصف البطن، نتيجة التغيرات الهرمونية، وعادةً ما يظهر خلال منتصف الحمل).[20][21]
- اسمرار الحلمات وهالة الحلمة نتيجة زيادة الهرمونات.[22]

## اختبارات الحمل
عندما تنغرس البويضة الملقحة في الرحم يتكون هرمون يساعد على نمو الجنين وانغراسه، ويخرج هذا الهرمون من الجسم عن طريق البول ويمكن اكتشافه إذا وجد في البول بتركيز كاف بواسطة المواد الكيماوية المستخدمة في اختبارات الحمل.
تعتمد صحة اختبار الحمل الذي يجرى على البول على نوع الاختبار المستخدم وتركيز الهرمونات في البول. فبعض الاختبارات التي تجريها السيدات بأنفسهن في المنزل اقل حساسية من تلك التي تجرى بالمستشفيات. أما تركيز الهرمون في البول فيعتمد على مرحلة الحمل التي يجرى فيها الاختبار. فالسبب الشائع لفشل بعض اختبارات الحمل المنزلية هو إجراؤه في مرحلة مبكرة جدا من الحمل بحيث لا يحتوي البول على كمية كافية من الهرمون.

### اختبار الحمل المنزلي
اختبار الحمل المنزلي عبارة عن جهاز صغير يباع في الصيدلية، يقوم هذا الاخير بالكشف عن هرمون الحمل HCG والذي ينتج من طرف المشيمة في أول أيام الحمل، وتصل دقة هذه الاختبارات الي %99.
بعض هذه الاختبارات المنزلية يستطيع أن ينبئ المرأة بحملها في وقت مبكر قد يكون منذ اليوم الأول لغياب حيضها (حوالي 14 يوما بعد الحمل) بل قد يتم الكشف عنه خلال دقائق من فحص عينة البول.

### اختبار الحمل البولي في المختبر
يتم إجراء هذا الاختبار في المختبر أو العيادة. وهو قادر على اكتشاف الهرمون في البول بدقة قد تصل إلى 100% وبإمكانه اكتشاف أية نسبة من الهرمون وفي وقت مبكر من الحمل قد يبلغ 7 إلى 10 أيام بعد حدوث الحمل. تحليل البول هو عادة ارخص كلفة من تحاليل الدم ولكن اختبارات الدم تعطي من النتائج أكثر مما تعطيه اختبارات البول.

### اختبارات الدم المخبرية
اختبارات الدم لمعرفة حدوث الحمل تستطيع أن تكتشف الهرمون بدقة تبلغ 100% وفي وقت مبكر يمكن أن يصل إلى 7 أيام بعد الحمل وكذلك يساعد هذا الاختبار على أن يحدد موعد الحمل عن طريق قياس مقدار الهرمون
مهما تكن نتائج التحاليل المخبرية فان التشخيص الأدق يقتضي أن يتبعه فحص طبي أيضا لأن الوصول إلى نتائج سلبية خاطئة ليس مستبعدا أحيانا بالذات في بدايات الحمل. لذلك يجب تكرار الاختبار والفحص الطبي بعد ذلك بأسبوع تقريبا. إذا ما تكررت نتائج الحمل السلبية مع استمرار انقطاع الحيض فانه يجب على المرأة أن تعرض الأمر على الطبيب وذلك لاستبعاد حدوث حمل خارج الرحم.

## حدوث الحمل خلال الدورة الشهرية
أقصى فترة تظل فيها البويضة حية لا تزيد على 36 ساعة، لذلك يمكن أن يحدث الإخصاب خلال يوم أو اثنين فقط من كل دورة طمثية، وعادةً بين اليوم 14 و16 من الدورة الشهرية إذا كانت منتظمة ومدتها 28 يوم.
أما إذا كانت الدورة غير منتظمة فيجب استشارة طبيب لحساب الأيام التي يحتمل حدوث الإخصاب فيها. ويتم الحساب على الشكل التالي:
تحتاج البويضة تقريبا 14 يوم لعبور قناة فالوب وحيث أن عمرها لا يتجاوز ثلاثة أيام و14-3=11، هذا كله يؤدي أن التلقيح يتم في الثلث الأول من قناة فالوب قبل 11 يوم من بداية الطمث، عادة أيام الإخصاب تكون خلال الأيام السبعة التي تسبق هذه الفترة مباشرة، وهي يومان أو ثلاثة خلال هذا الأسبوع.
فمثلاً فترة الإخصاب لدى النساء ذات الدورة المنتظمة والتي مدتها 28 يوم هي يومان تقع خلال فترة اليوم 10 و17، حيث 17=28-11 كما 10=17-7 حيث يتم الحساب اعتمادا على يوم النهاية.
أما في حال كفترة تمتد على مدار 7+5=12 يوم تبدأ من بداية أيام إخصاب الدورة المنتظمة ذات الـ25 يوم وتنتهي مع نهاية أيام إخصاب الدورة المنتظمة ذات الـ30 يوم، وفي الحالات خلاف المذكورة لا بد من استشارة الطبيب.

## عملية الإخصاب

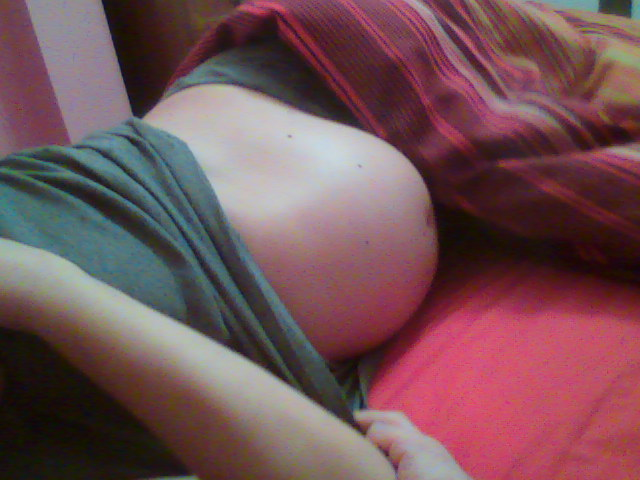
امرأة حامل في شهرها الثامن

عملية الإخصاب وبالتالي تكون الجنين تتم باتحاد خليتين، خلية أنثوية هي البويضة وخلية ذكرية هي الحيوان المنوي. ينتج المبيض في المرأة بويضة وأحياناً بويضتين كل شهر خلال فترة خصوبة المرأة والتي تمتد تقريباً من سن 13 إلى سن 48، وتنتج الخصية في الرجل الحيوانات المنوية. تخرج البويضة من المبيض وتمر في أنبوب أو قناة فالوب (الأنبوب الذي يوصل إلى الرحم) متجه إلى الرحم.
تسبح الحيوانات المنوية في المهبل باتجاه الرحم، ومن الرحم إلى أنبوب فالوب حتى تلتقي بالبويضة في طرف الأنبوب الخارجي. تتجمع الحيوانات المنوية حول البويضة ليتمكن واحداً منها فقط من أن يخترق البويضة ويتحد مع نواتها ليبدأ تولد الجنين. تستغرق عملية الإخصاب دقائق معدودة فقط. لا يعيش الحيوان المنوي أكثر من 24 ساعة في حين تظل البويضة حية لمدة لا تزيد عن 36 لذلك يجب أن يلتقي الحيوان المنوي والبويضة خلال فترة زمنية مقدارها يوم واحد لكي تتم عملية الإخصاب.
تستمر هجرة البويضة المخصبة (أو الملقحة) إلى الرحم بواسطة حركة أهداب (كالخيوط الرفيعة) قناة فالوب وحركة العضلات التي يتكون منها جدار الأنبوب ويبدأ انقسام البويضة الملقحة إلى خليتين فأربع، فثماني، وهكذا. قد يتوقف مرور البويضة ليوم أو أكثر عند الجزء الضيق من الأنبوب ولكنها تصل في النهاية إلى الرحم بعد حوالي 3 إلى 5 أيام من تخصيبها، أما إذا تعرض الأنبوب لالتهابات بسبب عدوى سابقة فقد تصاب الأهداب أو العضلات بالتلف وقد يعرقل هذا اجتياز البويضة للأنبوب. بعد وصول البويضة الملقحة والتي أصبحت الجنين الجديد إلى الرحم تنغرس في باطن الرحم وتبدأ بالتغذية من خلايا الرحم بواسطة الأوعية الدموية التي تصلها بها.

## التغذية أثناء الحمل
هنالك أهمية كبيرة لتقسيم استهلاك غذاء الحامل وفقا لمرحلة الحمل (عادة يتم تقسيم فترة الحمل إلى ثلاثة اثلاث). في الثلث الأول، الذي يشهد عملية بناء الجهاز العصبي لدى الجنين، على المراة استهلاك الفيتامينات A وB، وكذلك البروتينات. في الثلث الثاني، الذي يرتفع خلاله وزن الجنين، يتحتم على المراة استهلاك الكثير من الكالسيوم، الحديد والسكر. وفي الثلث الثالث والاخير، الذي يشهد تطور منظومة الدماغ لدى الجنين، تكون لديه حاجة كبيرة للحمض الدهني المعروف باوميجا 3، ولذلك، فمن المحبذ تقليص حجم استهلاك السكريات والسعرات الحرارية.
من المهم جدا للمراة الحامل أن تحصل علي تغذية كاملة ومتوازنة ولا سيما منتجات الألبان وأنواع متعددة من الخضروات والفاكهة. تحتاج المراة الحامل كثيرًا الي بعض المواد وهي:
- حامض الفوليك (فيتامين ب9): مهم للغاية في بداية الحمل وحتي قبل بداية الحمل. ويوجد بكثرة في الخضروات ولا سيما السبانخ والبطيخ والحمص والبيض.
- الكالسيوم والحديد: مهمان جدا للنمو السريع للجنين ويوجد الكالسيوم بكثرة في منتجات الألبان بينما يوجد الحديد في اللحم الأحمر. يوجد الحديد والكالسيوم أيضا في فول الصويا وبعض الورقيات. لا يكون الكاسيوم فعالا الا في وجود فيتامين د وأسهل الطرق للحصول علي فيتامين د هي التعرض للشمس لمدة 10 الي 15 دقيقة يوميا. يمكن أيضا الحصول علية من السمك وخاصة السلمون.
- الفلوريد: يساهم الفلوريد في تكوين الأسنان بواسطة تغيير طبيعة كريستالات الكالسيم. يفضل الحصول علي الفلوريد في الفترة الأخيرة من الحمل وأثناء الرضاعة الطبيعية.
- اوميجا-3: هي احماض دهنية مركبة تساعد في تكوين انسجة المخ وقرنية العين. الأسماك ذات نسبة الدهون العالية مثل التونة والسلمون والرنجة والسردين والماكريل وأيضا بعض أنواع البيض وعين الجمل والأعشاب البحرية. يذكر ان الأسماك الكبيرة قد تحتوي علي كميات من الزئبق السام ولذلك تنصح بموازنة اكل السمك لدي الحوامل حيث أن اكل السمك مرتين أو ثلاث مرات أسبوعيا كاف للحصول علي الدهون ولا يودي الي دخول كم ضار من الزئبق.

يجب التاكيد علي خلو الطعام من البكتريا والفطريات الضارة وذلك بغسل الخضروات جيدا وطهي اللحوم جيدا ومنتجات الألبان الغير معقمة وتنظيف الثلاجات بالكلور المخفف بانتظام.
على المراة ان تاخذ بعين الاعتبار ان التغذية الصحيحة خلال فترة الحمل تؤثر على الجنين، ليس فقط في الوقت الحاضر، وانما على حياته المستقبلية أيضا. لذلك، يجب التاكد من حصوله على كل العناصر الغذائية الهامة، وبالكميات المطلوبة.

### العناية بالأسنان خلال الحمل
أنظر أيضا : صحة الفم خلال فترة الحمل
وقاية الأسنان واللثة يعتبر مهم طوال فترة الحمل للحفاظ على صحة الفم. ترتفع مستويات البروجسترون والإستروجين أثناء الحمل مما يؤدي إلى التهاب اللثة. تصبح اللثة متورمة، حمراء اللون وتنزف. يظهر أيضًا الورم الحبيبي أو «ورم الحمل» على السطح الشفوي بين الأسنان. يمكن علاج هذا الورم عن طريق الكحت أو عمل شق عميق حسب حجمها، وباتباع إجراءات نظافة الفم. كانت هناك اقتراحات بأن التهاب اللثة الحاد قد يزيد من خطر الولادة المبكرة أو يؤدي إلى انخفاض في وزن المولود، لكن في 2017 وجدت دراسة منهجية أدلة غير كافية لتحديد ما إذا كان التهاب اللثة يمكن أن يتسبب في هذه النتائج الضارة للولادة.

## مراحل الحمل
تنقسم فترة الحمل إلى ثلاث فترات رئيسية، وهي:
1. الثلث الأول من الحمل وهو عبارة عن الأشهر الثلاث الأولى (من الأسبوع الأول حتى الأسبوع الثالث عشر).[25][26]
2. الثلث الثاني من الحمل وهو الثلاث أشهر الوسطى في فترة الحمل (من الأسبوع الرابع عشر حتى الأسبوع السادس والعشرين).[27]
3. الثلث الثالث من الحمل يتضمن آخر ثلاث أشهر من فترة الحمل الإجمالية البالغة تسعة أشهر (من الأسبوع السابع والعشرين حتى الولادة).[28]

تتميز كل فترة من فترات الحمل بأعراض معينة وتطورات جنينية مختلفة، قد تمتد بعض الأعراض من المراحل الأولى في الحمل حتى المراحل المتقدمة، وهذا بحسب حالة كل حامل وبنية جسمها ونظامها الغذائي وعوامل أخرى.
يعتمد الأطباء والمختصين في حساب مدة الحمل على آخر يوم من آخر دورة شهرية، لكن في أغلب الحالات يقوم الطبيب بإجراء الفحوصات والتحاليل اللازمة للكشف الدقيق وتحديد عمر الجنين والمرحلة الحالية من الحمل، وذلك من أجل تحديد جدول رعاية صحية للحامل بناءً على المعطيات الشخصية لكل إمرأة. يمكن أيضاً حساب مدة الحمل من خلال حاسبة الحمل والولادة التي تمنح نتائج تقريبية يمكن أن تساعد الحامل على تنظيم جدول حملها وتحديد تاريخ الولادة المتوقع.

## معرض الصور

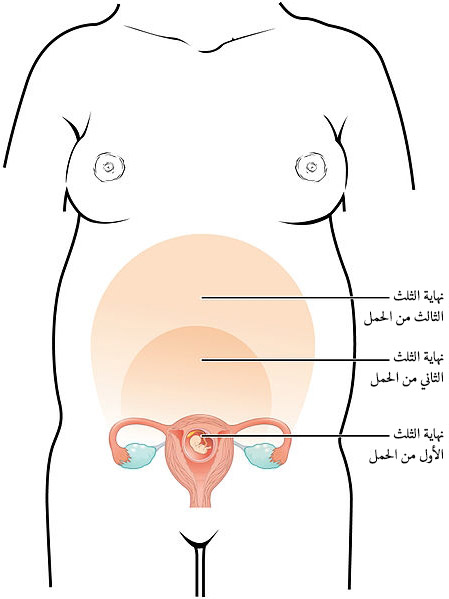
تغير حجم الرحم خلال مراحل الحمل
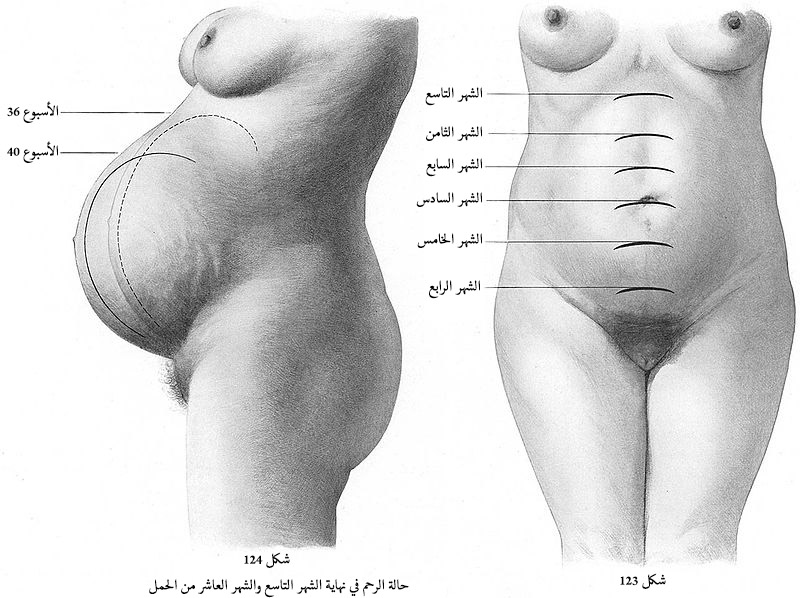
تغير حجم الرحم خلال الشهر التاسع والعاشر من الحمل

## المضاعفات
في كل عام، تعاني أكثر من 20 مليون امرأة حول العالم من مشاكل صحية نتيجةً للحمل (في بعض الحالات قد تستمر بشكل دائم). في عام 2016، تسببت مضاعفات الحمل في وفاة 230,600 امرأة، وهو انخفاض ملحوظ مقارنةً بـ 377,000 حالة وفاة في عام 1990. تشمل الأسباب الشائعة للمضاعفات، النزيف (72,000 وفاة)، وحمى النفاس (20,000 وفاة)، وأمراض ارتفاع ضغط الدم المتعلقة بالحمل (32,000 وفاة) وصعوبة الولادة (10,000 وفاة)، وفشل الحمل (20,000 وفاة)، الذي يشمل الإجهاض التلقائي، والإجهاض، والحمل خارج الرحم.
فيما يلي بعض أمثلة على مضاعفات الحمل:
- ارتفاع ضغط الدم الناتج عن الحمل
- فقر الدم أو الأنيميا[31]
- الاكتئاب ما بعد الولادة: وهو من المضاعفات الشائعة التي يمكن علاجها بعد الولادة، ويحدث نتيجة انخفاض مستويات الهرمونات.[32]
- الذهان ما بعد الولادة
- اضطرابات التخثر الوريدي: تُعد اضطرابات التخثر من أبرز المخاطر أثناء الحمل، حيث تزيد احتمالية تكوّن الجلطات الدموية نتيجة لزيادة قدرة الدم على التجلط. هذه المضاعفات تُعد السبب الرئيسي للوفاة بين النساء الحوامل في الولايات المتحدة.[33][34]
- الحمل خارج الرحم: ويشمل الحمل البطني، حيث يحدث انغراس الجنين خارج الرحم.
- التقيؤ المفرط الحملي: وهو غثيان وقيء مفرط أشد من القيء الصباحي العادي.
- الانسداد الرئوي: وهو جلطة دموية تتشكل في الساقين وتنتقل إلى الرئتين.[34]